# 多国籍軍監視団
多国籍軍監視団（たこくせきぐんかんしだん、英語: Multinational Force and Observers、略称：MFO）は、エジプトのシナイ半島におけるエジプト軍とイスラエル軍の停戦監視を任務とする多国籍軍。日本のメディアにおいては、シナイ半島駐留多国籍軍監視団との名称も用いられている。1979年3月26日のエジプト・イスラエル平和条約附属のMFO設立議定書に基づき設立された。

## 設立の背景
1978年9月17日にアメリカのジミー・カーター大統領仲介の下、エジプトとイスラエルが署名したキャンプ・デービッド合意において、イスラエルがエジプトとの平和条約締結のほか、シナイ半島のエジプトへの返還にも合意し、1979年3月26日にエジプト・イスラエル平和条約が締結された。平和条約附属書Iには、国連に条約の履行監視のための部隊派遣が明記されており、エジプトとイスラエルから国連平和維持軍の派遣要請がなされた。シナイ半島には1973年から第二次国際連合緊急軍（UNEF II）が活動していたものの、平和条約締結に伴って活動終了し、国連はUNEF IIに代わる平和維持軍創設の検討を始めた。しかし、1981年5月18日の国連安全保障理事会において、シリアの要請で拒否権を持つソビエト連邦が反対したため実現には至らなかった。
平和条約附属書Iには、国連が平和維持軍の派遣を行えない場合、アメリカが代替となる多国籍軍創設に必要な措置をとることが明記されており、アメリカはエジプト及びイスラエルと多国籍軍創設に向けて協議を開始、1981年8月3日に平和条約附属のMFO設立議定書に調印され、多国籍軍監視団（MFO）が設立された。

## 任務
多国籍軍監視団（MFO）の使命は、「エジプト・イスラエル平和条約の安全保障条項の履行を監督し、その条項違反がないよう最大限の努力を払う」ことである。この使命を遂行するため、MFOにはシナイ半島の兵力制限区域内のC地区と国際的な国境線における国境検問所及び監視所の運営、偵察パトロールの実施、チラン海峡における海上航行の自由の確保、月2回以上の安全保障条項履行の検証、また、当事国の要請に応じて48時間以内に平和条約履行の検証などの任務を遂行している。

## 組織構成
多国籍軍監視団（MFO）は事務局長を代表とする司令本部をイタリアのローマに置き、イスラエルのテルアビブとエジプトのカイロに現地事務所を設置している。シナイ半島に展開する現地活動部隊は、シャルム・エル・シェイクの南キャンプに現地司令部を設置し、以下の部隊で構成される。
- 現地司令部（南キャンプ:シャルム・エル・シェイク）
  -  フィジー歩兵大隊（FIJIBATT:Fijian Battalion）
    -  大隊本部
    -  A中隊
    -  B中隊
    -  C中隊

  -  コロンビア歩兵大隊（COLBATT:Colombian Battalion）
    -  大隊本部
    -  A中隊
    -  B中隊

  -  アメリカ歩兵大隊（USBATT:United States Battalion）
    -  大隊本部
    -  A中隊
    -  B中隊
    -  C中隊
    -  D中隊

  -  第1支援大隊（1SB:1st Support Battalion）
    -  飛行中隊
    -  衛生中隊
    -  爆発物処理分遣隊
    -  輸送分隊
    -  訓練指導班

  -  沿岸哨戒部隊（CPU:Coastal Patrol Unit）
    -  エスプラトーレ級哨戒艇「エスプラトーレ」（P405 Esploratore）
    -  エスプラトーレ級哨戒艇「センティネッラ」（P406 Sentinella）
    -  エスプラトーレ級哨戒艇「ヴェデッタ」（P407 Vedetta）
    -  エスプラトーレ級哨戒艇「スタッフェッタ」（P408 Staffetta）

  -  固定翼航空機部隊（FWAU:Fixed Wing Aviation Unit）
  -  輸送工兵部隊（TREU:Transport and Engineering Unit）
  -  憲兵部隊（FMPU:Force Military Police Unit）
  - 文民監視団（COU:Civilian Observer Unit）

## 参加国
2017年10月現在、多国籍軍監視団（MFO）には12カ国から約1,163名が参加している。
- オーストラリア（AUSCON） - 1982年から1986年の期間にヘリコプター部隊の派遣を行ったのが最初で、中断期間を経て1993年から派遣を再開し、現在は陸海空軍から計27名を派遣している。南キャンプを拠点とし、7名が北キャンプを拠点とする[5]。
- カナダ（CANCON） - 1985年から派遣を行い、現在は陸海空軍から計68名を派遣している[5]。
- コロンビア（COLCON） - 1982年から派遣を行い、現在は陸軍1個歩兵大隊を中心に275名を派遣している[5]。
- チェコ（CZECHCON） - 2009年から派遣を行い、2013年からはC-295M輸送機1機の派遣を行っており、現在は18名を派遣している[5]。
- フィジー（FIJICON） - 1982年から派遣を行い、現在は陸軍1個歩兵大隊を中心に170名を派遣している[5]。
- フランス（FRENCHCON） - 1982年から派遣を行い、2010年までは航空機の派遣も行っていた。現在は1名を派遣している[5]。
- イタリア（ITALCON） - 1982年から派遣を行い、現在は哨戒艇4隻と海軍から78名を派遣している[5]。
- ニュージーランド（NZCON） - 1982年から派遣を行い、現在は26名を派遣している[5]。
- ノルウェー（NORCON） - 1982年から派遣を行い、現在は3名を派遣している[5]。
- イギリス（BRITCON） - 1982年から1995年の期間に派遣を行ったのが最初で、中断期間を経て2014年から派遣を再開し、現在は2名を派遣している[5]。
- アメリカ合衆国（TFS） - 1982年から派遣を行い、派遣部隊はタスクフォース・シナイ（英語版）で構成される。現在は454名を派遣している[5]。
- ウルグアイ（URUCON） - 1982年から派遣を行い、現在は41名を派遣している[5]。

### 日本の協力
日本は1988年から多国籍軍監視団（MFO）への財政支援を行っており、拠出金額は平成30年度予算額で約490億円となっている。
人員の派遣は行ってこなかったが、2019年1月22日にMFOから司令部要員の派遣要請があったことを日本政府が発表。同年2月28日の菅義偉官房長官記者会見において、自衛官2名の派遣の準備を進めるという発言があり、防衛省も同日「多国籍部隊・監視団（MFO）への派遣に係る準備に関する防衛大臣指示」を発出し、派遣要員候補者の選出や現地調査等の情報収集等の措置を講じて派遣準備を進めていくこととなった。同年4月2日、政府は司令部要員として陸上自衛官2名を派遣する実施計画を閣議決定した。平和安全法制で新設された「国際連携平和安全活動」を初適用した。防衛省は同年4月22日に司令部要員として陸上自衛官2名の派遣を発表した。その後MFOから司令部要員の追加派遣要請があり、防衛省は2023年5月12日に施設部隊の調整担当として自衛官2名の追加派遣を発表した。

## 事務局長
| 代 | 国名           | 氏名（日）                      | 氏名（英）           | 任期            |
| -- | -------------- | ------------------------------- | -------------------- | --------------- |
| 1  | アメリカ合衆国 | リーモン・R・ハント†            | Leamon Hunt          | 1982年 - 1984年 |
| 2  | アメリカ合衆国 | ヴィクター・H・ディケオス       | Victor H. Dikeos     | 1984年          |
| 3  | アメリカ合衆国 | ピーター・D・コンスタブル       | Peter D. Constable   | 1984年 - 1988年 |
| 4  | アメリカ合衆国 | ワット・T・クルヴェリウス4世    | Wat T. Cluverius IV  | 1988年 - 1998年 |
| 5  | アメリカ合衆国 | アーサー・H・ヒューズ           | Arthur H. Hughes     | 1998年 - 2004年 |
| 6  | アメリカ合衆国 | ジェームス・A・ラロッコ         | James A. Larocco     | 2004年 - 2009年 |
| 7  | アメリカ合衆国 | デイビッド・M・サターフィールド | David M. Satterfield | 2009年 - 2017年 |
| 8  | アメリカ合衆国 | ロバート・S・ビークロフト       | Robert S. Beecroft   | 2017年 -        |

## 司令官
| 代 | 国名             | 氏名（日）                           | 氏名（英）                     | 任期            |
| -- | ---------------- | ------------------------------------ | ------------------------------ | --------------- |
| 1  | ノルウェー       | フレドリック・ブル＝ハンセン中将     | Lt.Gen. Fredrik Bull-Hansen    | 1981年 - 1984年 |
| 2  | ノルウェー       | エギル・インゲブリグトセン中将       | Lt.Gen. Egil Ingebrigtsen      | 1984年 - 1989年 |
| 3  | ニュージーランド | ドナルド・マクアイヴァー中将         | Lt.Gen. Donald McIver          | 1989年 - 1991年 |
| 4  | オランダ         | J.W.C.ファン・ヒンケル中将           | Lt.Gen. J.W.C. van Ginkel      | 1991年 - 1994年 |
| 5  | オーストラリア   | デビッド・B・ファーガソン少将        | Maj.Gen. David B. Ferguson     | 1994年 - 1997年 |
| 6  | ノルウェー       | トリグヴェ・テレフセン少将           | Maj.Gen. Tryggve Tellefsen     | 1997年 - 2001年 |
| 7  | カナダ           | ロバート・ミーティング少将           | Maj.Gen. Robert Meating        | 2001年 - 2004年 |
| 8  | イタリア         | ロベルト・マルティネリ少将           | Maj.Gen. Roberto Martinelli    | 2004年 - 2007年 |
| 9  | ノルウェー       | ヒェル・ナルヴェ・ルドヴィクセン少将 | Maj.Gen. Kjell Narve Ludvigsen | 2007年 - 2010年 |
| 10 | ニュージーランド | ウォーレン・J・ホワイティンッグ少将  | Maj.Gen. Warren J. Whiting     | 2010年 - 2014年 |
| 11 | カナダ           | デニス・トンプソン少将               | Maj.Gen. Denis Thompson        | 2014年 - 2017年 |
| 12 | オーストラリア   | サイモン・スチュアート少将           | Maj.Gen. Simon Stuart          | 2017年 -        |

## シナイ半島兵力制限区域

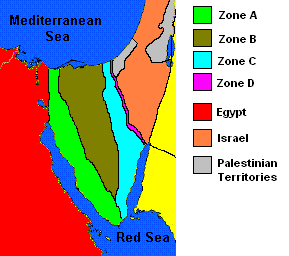
シナイ半島兵力制限区域

エジプト・イスラエル平和条約附属書Iの2条において、シナイ半島に兵力制限区域が設けられ、エジプトとイスラエルは駐留可能な兵力と活動地域に制限が加えられた。
- A地区：スエズ運河東岸とA線（レッドライン）の西側間の区域。エジプトはこの区域に最大22,000名の1個機械化歩兵師団を駐留可能。エジプト空軍の戦闘機の飛行及び偵察飛行はこの区域の上空でのみ行われる[14]。
- B地区：A線（レッドライン）の東側とB線（グリーンライン）の西側間の区域。エジプトはこの区域に最大4,000名の国境警備大隊を駐留可能。また、非武装の輸送機を最大8機展開でき、国境警備大隊は非武装のヘリコプターを装備できる[14]。
- C地区：B線（グリーンライン）東側とエジプト・イスラエル国境間の区域。エジプトはこの区域に文民警察のみを展開でき、活動支援のために非武装の文民警察用ヘリコプターを装備できる。また、多国籍軍監視団（MFO）の活動区域にもあたる[14]。
- D地区：エジプト・イスラエル国境とD線（ブルーライン）間の区域。イスラエルはこの区域に最大4,000名の4個歩兵大隊を駐留可能。イスラエル空軍の戦闘機の飛行及び偵察飛行はこの区域の上空でのみ行われる[14]。

### C地区でのMFOの活動
C地区には多国籍軍監視団（MFO）の活動拠点が2カ所設置されており、北キャンプ（FOB-N）はアリーシュから南東に37キロメートル離れたエルゴーラにあり、南キャンプはシャルム・エル・シェイクにある。また、C地区内の各所に30カ所の小規模監視所とアカバ湾に浮かぶチラン島に遠隔監視所（OP3-11）が設置されているほか、6カ所の無人遠隔監視所と、5カ所のカメラチェックポイント、7カ所の無人通信施設もC地区内に設置されている。
C地区は北部と南部の2つのセクターに細分化されており、北部セクターはフィジー歩兵大隊が担当し、国境検問所5カ所、監視所4カ所、仮設監視所2カ所を運営する。南部セクターはアメリカ歩兵大隊が担当し、国境検問所5カ所、監視所6カ所を運営する。